# Jakub Słowik
Jakub Słowik (født 31. august 1991) er en polsk fodboldspiller. Han har tidligere spillet for Polens landshold.
Han har spillet 1 landskamp for Polen.